# Свиленград (община)
Община Свиленград се намира в Южна България и е една от съставните общини на област Хасково.

## История
Значителна част от общината обхваща територия, влязла в състава на съвременната българска държава при подписването на Българо-турската конвенция през 1915 г., която територия е по същество единствената дълготрайна териториална придобивка на България от Първата световна война. (Малка част от спечелената територия се намира в община Тополовград.)

## География

### Географско положение, граници, големина
Общината е разположена в източната част на област Хасково. С площта си от 700,315 km2 заема 4-то място сред 11-те общини на областта, което съставлява 12,65% от територията на областта. Границите ѝ са следните:
- на запад – община Любимец;
- на северозапад – община Харманли;
- на север – община Тополовград;
- на изток – Турция;
- на юг – Република Гърция.

### Природни ресурси

#### Релеф
Релефът на общината е равнинен, хълмист и ниско планински, като територията ѝ попада в крайните североизточни части на Източните Родопи, долината на река Марица и югозападните разклонения на планината Сакар.
Североизточните части на общината се заемат югозападните разклонения на планината Сакар, като на 4 km североизточно от село Костур, на границата с община Тополовград се издига най-високата точка на планината и на цялата община Свиленград – връх Вишеград 856,1 m.
Югозападно от Сакар планина, на протежение от около 24 – 25 km, от северозапад на югоизток и ширина между 5 и 10 km се простира долината на река Марица. В коритото на реката, южно от ГКПП Капитан Андреево-Капъкуле, на границата с Република Гърция се намира най-ниската точка на община Свиленград 40 m н.в.
В югозападния район на общината (част от землищата на селата Сива река и Мезек) се заемат от северните склонове на рида Гората (част от Източните Родопи). В него, югозападно от село Мезек, на границата с община Любимец е разположен връх Шейновец 703,6 m, който по погрешка се смята за най-високата точка на рида Гората.

#### Води
От северозапад на югоизток, на протежение от около 24 – 25 km протича част от долното течение на река Марица. На територията на община Свиленград в нея се вливат четири по-големи притока – реките:
– Голяма река (38 km). Тя извира на 612 m н.в. в Сакар планина, на 100 m от кръстопътя Голямата звезда (община Харманли). Тече в южна посока в плитка наносна долина, на отделни места и с проломен характер. В средното си течение носи името Буюклийска река, а в долното – Канаклийска река. Влива отляво в река Марица на 48 m н.в., на 2 km югоизточно от град Свиленград. Площта на водосборния ѝ басейн е 163 km2, което представлява 0,31% от водосборния басейн на Марица;
– Левченска река (44 km). Левченска река извира под името Карталдере на 730 m н.в. в Сакар планина, на 2,6 km северозападно от връх Вишеград. Тече в южна посока в тясна, на места проломна долина. След село Димитровче долината ѝ се разширява и става асиметрична със стръмни леви и полегати десни склонове. Влива отляво в река Марица на 44 m н.в., на 400 m югозападно от село Генералово. Площта на водосборния r̀ басейн е 144 km2, което представлява 0,27% от водосборния басейн на Марица]
– Ченгенедере (20 km). Js извира под името Бахчадере от югозападните склонове на Сакар планина на 354 m н.в., на 1,4 km североизточно от село Мустрак, община Свиленград. Тече в южна посока в тясна долина. В миналото се е вливала отляво в река Марица на 44 m н.в., на 1,5 km югоизточно от село Генералово, но сега на 1 km преди бившето ѝ устие водите ѝ се насочват на изток в напоителен канал и се губят в обработваемите земи югозападно и южно от село Капитан Андреево. Площта на водосборния r̀ басейн е 38 km2, което представлява 0,07% от водосборния басейн на Марица]
– Каламица (38 km). Река Каламица е последният приток на река Марица, вливаща се в нея на българска територия. Тя извира от югозападните склонове на Сакар планина на 458 m н.в., на 2,3 km североизточно от село Равна гора. Тече в южна посока в тясна долина. След устието на левия си приток Кабаягаджи дере на протежение около 2 km служи за граница между България и Турция, след което отново навлиза в българска територия. Влива се отляво в река Марица на 43 m н.в., на 350 m югоизточно от село Капитан Андреево. Площта на водосборния ѝ басейн е 59 km2, което представлява 0,11% от водосборния басейн на Марица.
В най-източната част на общината, по границата с Турция, на протежение от 5,4 km протича част от долното течение на река Тунджа. В нея отдясно, на турска територия се влива Карабашка река, която на територията на България протича с горното и средното си течение през селата Студена и Сладун.

### Населени места
Общината се състои от 24 населени места. Списък на населените места, подредени по азбучен ред, население и площ на землищата им:
| Населено място   | Пребр. на населението през 2021 г. | Площ на землището (в км2) | Забележка (старо име) | Населено място | Пребр. на населението през 2021 г. | Площ на землището (в км2) | Забележка (старо име)           |
| Варник           | 4                                  | 8,255                     | Киречлик              | Момково        | 510                                | 30,052                    | Охланлии                        |
| Генералово       | 139                                | 12,291                    | Паша кьой             | Мустрак        | 212                                | 14,594                    | Мустраклии                      |
| Дервишка могила  | 28                                 | 40,257                    |                       | Пашово         | 9                                  | 13,090                    | Паша кьой                       |
| Димитровче       | 193                                | 28,330                    | Димитри кьой          | Пъстрогор      | 309                                | 23,471                    | Аладаа                          |
| Капитан Андреево | 654                                | 28,541                    | Виран теке            | Равна гора     | 28                                 | 16,859                    | Евджилер                        |
| Костур           | 25                                 | 30,194                    | Кюстю кьой            | Райкова могила | 215                                | 21,976                    | Каик кьой                       |
| Левка            | 299                                | 42,017                    |                       | Свиленград     | 16797                              | 79,686                    |                                 |
| Лисово           | 4                                  | 22,338                    | Коджа апли            | Сива река      | 161                                | 24,798                    |                                 |
| Маточина         | 8                                  | 26,011                    | Фикел                 | Сладун         | 109                                | 35,653                    | Хас кьой                        |
| Мезек            | 211                                | 36,517                    |                       | Студена        | 405                                | 69,536                    | Соуджак                         |
| Михалич          | 28                                 | 21,975                    |                       | Чернодъб       | 74                                 | 16,553                    | Кара хадър                      |
| Младиново        | 268                                | 31,270                    | Ения                  | Щит            | 74                                 | 26,051                    | Юскюдар                         |
|                  |                                    |                           |                       | ОБЩО           | 20764                              | 700,315                   | няма населени места без землища |

## Административно-териториални промени
- Указ № 462/обн. 21.12.1906 г. – преименува с. Охланлии на с. Момково;
- Указ № 162/обн. 08.04.1931 г. – признава н.м. Турска Левка за отделно населено място – с. Стара Левка;
- МЗ № 2820/обн. 14.08.1934 г. – преименува с. Хаджи кьой на с. Благунци;

– преименува с. Киречлик на с. Варник;
– преименува с. Паша кьой на с. Генералово;
– преименува с. Димитри кьой на с. Димитровче;
– преименува с. Виран теке на с. Капитан Андреево;
– преименува с. Кюстю кьой на с. Костур;
– преименува с. Коджа апли на с. Лисово;
– преименува с. Фикел на с. Маточина;
– преименува с. Ения на с. Младиново;
– преименува с. Мустраклии на с. Мустрак;
– преименува с. Паша кьой на с. Пашово;
– преименува с. Аладаа на с. Пъстрогор;
– преименува с. Евджилер на с. Равна гора;
– преименува с. Каик кьой на с. Райкова могила;
– преименува с. Хас кьой на с. Сладун;
– преименува с. Соуджак на с. Студена;
– преименува с. Кара хадър на с. Чернодъб;
– преименува с. Юскюдар на с. Щит;
- Указ № 902/обн. 31.12.1963 г. – заличана селата Благунци и Стара Левка поради изселване;
- Указ № 1885/обн. 06.09.1974 г. – заличава с. Ново село и го присъединява като квартал на гр. Свиленград.

## Население
Численост на населението според преброяванията през годините:
| Година на преброяване | Численост |
| 1934                  | 29 311    |
| 1946                  | 32 169    |
| 1956                  | 32 397    |
| 1965                  | 30 557    |
| 1975                  | 26 996    |
| 1985                  | 27 159    |
| 1992                  | 26 704    |
| 2001                  | 25 375    |
| 2011                  | 23 004    |
| 2021                  | 20 764    |

### Етнически състав
Преброяване на населението през 2011 г.
Численост и дял на етническите групи според преброяването на населението през 2011 г., по населени места (подредени по численост на населението):
| Населено място   | Численост | Численост | Численост | Численост | Численост | Численост           | Численост     | Населено място   | Дял (в %) | Дял (в %) | Дял (в %) | Дял (в %) | Дял (в %)           | Дял (в %)     |
| Населено място   | Общо      | Българи   | Турци     | Цигани    | Други     | Не се самоопределят | Не отговорили | Населено място   | Българи   | Турци     | Цигани    | Други     | Не се самоопределят | Не отговорили |
| Общо             | 23 004    | 19 069    | 316       | 1700      | 62        | 70                  | 1787          | 100,00           | 82,89     | 1,37      | 7,39      | 0,26      | 0,30                | 7,76          |
| ---------------- | --------- | --------- | --------- | --------- | --------- | ------------------- | ------------- | ---------------- | --------- | --------- | --------- | --------- | ------------------- | ------------- |
| Свиленград       | 18 115    | 14 887    | 87        | 1524      | 50        | 54                  | 1513          | Свиленград       | 82,18     | 0,48      | 8,41      | 0,27      | 0,29                | 8,35          |
| Варник           | 2         |           | 0         | 0         | 0         |                     | 0             | Варник           |           | 0,00      | 0,00      | 0,00      |                     | 0,00          |
| Генералово       | 157       | 136       | 7         | 3         |           |                     | 6             | Генералово       | 86,62     | 4,45      | 1,91      |           |                     | 3,82          |
| Дервишка могила  | 21        | 21        | 0         | 0         | 0         | 0                   | 0             | Дервишка могила  | 100,00    | 0,00      | 0,00      | 0,00      | 0,00                | 0,00          |
| Димитровче       | 214       | 175       |           | 35        |           |                     | 0             | Димитровче       | 81,77     |           | 16,35     |           |                     | 0,00          |
| Капитан Андреево | 846       | 788       | 4         | 0         |           |                     | 50            | Капитан Андреево | 93,14     | 0,47      | 0,00      |           |                     | 5,91          |
| Костур           | 33        | 33        | 0         | 0         | 0         | 0                   | 0             | Костур           | 100,00    | 0,00      | 0,00      | 0,00      | 0,00                | 0,00          |
| Левка            | 431       | 375       | 43        | 0         |           |                     | 12            | Левка            | 87,00     | 9,97      | 0,00      |           |                     | 2,78          |
| Лисово           | 3         | 0         | 0         | 3         | 0         | 0                   | 0             | Лисово           | 0,00      | 0,00      | 100,00    | 0,00      | 0,00                | 0,00          |
| Маточина         | 27        | 27        | 0         | 0         | 0         | 0                   | 0             | Маточина         | 100,00    | 0,00      | 0,00      | 0,00      | 0,00                | 0,00          |
| Мезек            | 255       | 204       | 4         | 0         |           |                     | 44            | Мезек            | 80,00     | 1,56      | 0,00      |           |                     | 17,25         |
| Михалич          | 65        | 65        | 0         | 0         | 0         | 0                   | 0             | Михалич          | 100,00    | 0,00      | 0,00      | 0,00      | 0,00                | 0,00          |
| Младиново        | 317       | 202       | 58        | 46        |           |                     | 7             | Младиново        | 63,72     | 18,29     | 14,51     |           |                     | 2,20          |
| Момково          | 676       | 617       | 11        | 5         |           |                     | 41            | Момково          | 91,27     | 1,62      | 0,73      |           |                     | 6,06          |
| Мустрак          | 227       | 172       | 34        | 21        | 0         | 0                   | 0             | Мустрак          | 75,77     | 14,97     | 9,25      | 0,00      | 0,00                | 0,00          |
| Пашово           | 15        | 15        | 0         | 0         | 0         | 0                   | 0             | Пашово           | 100,00    | 0,00      | 0,00      | 0,00      | 0,00                | 0,00          |
| Пъстрогор        | 180       | 176       | 0         |           | 0         |                     | 2             | Пъстрогор        | 97,77     | 0,00      |           | 0,00      |                     | 1,11          |
| Равна гора       | 31        | 12        | 19        | 0         | 0         | 0                   | 0             | Равна гора       | 38,70     | 61,29     | 0,00      | 0,00      | 0,00                | 0,00          |
| Райкова могила   | 257       | 168       | 0         |           |           |                     | 84            | Райкова могила   | 65,36     | 0,00      |           |           |                     | 32,68         |
| Сива река        | 216       | 185       | 4         | 7         | 0         | 0                   | 20            | Сива река        | 85,64     | 1,85      | 3,24      | 0,00      | 0,00                | 9,25          |
| Сладун           | 158       | 122       | 29        | 6         |           |                     | 0             | Сладун           | 77,21     | 18,35     | 3,79      |           |                     | 0,00          |
| Студена          | 557       | 505       | 0         | 44        |           |                     | 7             | Студена          | 90,66     | 0,00      | 7,89      |           |                     | 1,25          |
| Чернодъб         | 95        | 86        | 7         |           | 0         |                     | 0             | Чернодъб         | 90,52     | 7,36      |           | 0,00      |                     | 0,00          |
| Щит              | 106       | 96        | 7         |           |           |                     | 1             | Щит              | 90,56     | 6,60      |           |           |                     | 0,94          |

### Вероизповедания
Численост и дял на населението по вероизповедание според преброяването на населението през 2011 г.:
|                     | Численост | Дял (в %) |
| Общо                | 23 004    | 100,00    |
| Православие         | 15 988    | 69,50     |
| Католицизъм         | 68        | 0,29      |
| Протестантство      | 131       | 0,56      |
| Ислям               | 177       | 0,76      |
| Друго               | 9         | 0,03      |
| Нямат               | 1283      | 5,57      |
| Не се самоопределят | 889       | 3,86      |
| Непоказано          | 4459      | 19,38     |

## Политика

### Общински съвет
Състав на общинския съвет, избиран на местните избори през годините:
| Партия, коалиция или инициативен комитет                                                                             | 2003    | 2007    | 2011    | 2015    | 2019    |
| Избирателна активност по време на изборите                                                                           | 45,55 % | 51,70 % | 53,73 % | 60,75 % | 62,47 % |
| Общ брой места | 21      | 21      | 21      | 21      | 21      |
| --- | ------- | ------- | ------- | ------- | ------- |
| ГЕРБ |         | 5       | 7       | 8       | 17      |
| БСП за България |         |         |         |         | 4       |
| Българска социалистическа партия                                                                                     |         | 4       |         | 5       |         |
| Земеделски съюз „Александър Стамболийски“                                                                            |         |         | 2       | 2       |         |
| Местна коалиция „Заедно за Свиленград“                                                                               |         |         | 3       | 2       |         |
| Реформаторски блок                                                                                                   |         |         |         | 2       |         |
| Живко Йорданов Желев – инициативен комитет                                                                           |         |         |         | 1       |         |
| Национален фронт за спасение на България                                                                             |         |         |         | 1       |         |
| БСП и коалиция |         |         | 4       |         |         |
| Коалиция за Свиленград (ВМРО – Българско национално движение, Земеделски народен съюз, Съюз на свободните демократи) |         | 3       |         |         |         |
| Национално движение за стабилност и възход                                                                           | 2       | 2       | 2       |         |         |
| Ред, законност и справедливост                                                                                       |         |         | 2       |         |         |
| Движение за права и свободи                                                                                          |         | 2       | 1       |         |         |
| Демократи за силна България                                                                                          |         | 2       |         |         |         |
| Атака |         | 2       |         |         |         |
| Коалиция „Граждани за единство и бъдеще, Европейски Демократичен път“ (Съюз на демократичните сили, Новите лидери)   |         | 1       |         |         |         |
| Коалиция „БСП и ПД Социалдемократи“ (Българска социалистическа партия, Политическо движение „Социалдемократи“)       | 8       |         |         |         |         |
| Съюз на демократичните сили                                                                                          | 3       |         |         |         |         |
| Коалиция „Обединени земеделски сили“                                                                                 | 2       |         |         |         |         |
| Съюз на свободните демократи                                                                                         | 1       |         |         |         |         |
| Социалдемократическа партия                                                                                          | 1       |         |         |         |         |
| Свободна България | 1       |         |         |         |         |
| Рома | 1       |         |         |         |         |
| Национално сдружение - Български земеделски народен съюз                                                             | 1       |         |         |         |         |
| Коалиция „ДА“ | 1       |         |         |         |         |

## Транспорт
През средата на общината, от северозапад на югоизток, по долината на река Марица, на протежение от 21,7 km преминава участък от трасето на жп линията София – Пловдив – Свиленград – Капитан Андреево.
През общината преминават изцяло или частично 9 пътя от републиканската пътна мрежа на България с обща дължина 156,3 km:
- последният участък от 23,7 km от автомагистрала Марица (от km 93,6 до km 117,3);
- последният участък от 25,1 km от републикански път I-8 (от km 361 до km 386,1);
- последният участък от 23,3 km от републикански път II-55 (от km 166,7 до km 190,0);
- целият участък от 3,5 km от републикански път II-80;
- последният участък от 7,1 km от републикански път III-505 (от km 56,7 до km 63,8);
- последният участък от 5,2 km от републикански път III-761 (от km 32,8 до km 38,0);
- началният участък от 26,3 km от републикански път III-5507 (от km 0 до km 26,3);
- целият участък от 34,9 km от републикански път III-5509;
- последният участък от 7,2 km от републикански път III-7612 (от km 14,7 до km 21,9).

## Топографска карта
- Лист от карта K-35-77. Мащаб: 1 : 100 000.
- Лист от карта K-35-78. Мащаб: 1 : 100 000.